# Fresnay-le-Comte
Fresnay-le-Comte is een gemeente in het Franse departement Eure-et-Loir (regio Centre-Val de Loire) en telt 321 inwoners (2005). De plaats maakt deel uit van het arrondissement Chartres.

## Geografie
De oppervlakte van Fresnay-le-Comte bedraagt 8,3 km², de bevolkingsdichtheid is 38,7 inwoners per km².
De onderstaande kaart toont de ligging van Fresnay-le-Comte met de belangrijkste infrastructuur en aangrenzende gemeenten.

## Demografie
Onderstaande figuur toont het verloop van het inwonertal (bron: INSEE-tellingen).